# Schweizer Springertournee
Die Schweizer Springertournee (auch Internationale Springerwoche des SSV) war ein zwischen 1951 und 1992 vom Schweizerischen Skiverband ausgerichteter Skisprungwettbewerb, der insgesamt 25 Mal ausgetragen wurde. Bis 1977 fand die Springerwoche im Zweijahres-Rhythmus auf vier Schanzen statt. Aufgrund eines enger werdenden Terminkalenders reduzierte der Verband die Tournee auf drei Austragungsorte, zudem fand sie nun jährlich statt, ehe sie ab 1986 zum Zweijahres-Rhythmus zurückkehrte. Die ersten acht Ausgaben beinhalteten Stationen in St. Moritz, Arosa, Unterwasser und Le Locle. 1967 ersetzte Gstaad Arosa als Austragungsort, ab 1971 war Engelberg anstelle von Unterwasser Teil des Programms. Mit der Reduzierung auf drei Schanzen flog Le Locle 1978 aus der Tournee. Somit war die St. Moritzer Olympiaschanze die einzige Konstante. Ab 1980 war die Schweizer Springertournee Teil des Skisprung-Weltcups.

## Geschichte
Als Initiator der Tournee galt Hans Feldmann vom Schweizer Skiverband (SSV). Laut ihm bezweckte die neu eingeführte Wettbewerbsserie «die Förderung des Skisprungs in der Schweiz und in Mitteleuropa durch Herbeiziehung der Lehrmeister aus dem Norden», wie die Zeitung Der Bund 1951 schrieb. Tatsächlich gelang es den Organisatoren schon bei der ersten Ausgabe im Frühjahr 1951, große Teile der Weltspitze für das Teilnehmerfeld zu gewinnen. Acht Nationen hatte der SSV eingeladen, alle gaben ihre Zusagen.
Bei der zwölften Springerwoche im Jahr 1973 gelang es dem Finnen Tauno Käyhkö, alle vier Einzelspringen zu gewinnen. Er sollte der einzige mit vier Tagessiegen in einem Jahr bleiben. Bereits nach dem ersten Wettbewerb von der grossen Schanze in Engelberg hatte er mit grossem Vorsprung in Führung gelegen. Die Organisatoren beschlossen daher eine Programmänderung: Engelberg war in den folgenden Ausgaben nicht mehr der Auftakt, sondern der Abschluss der Tournee. Damit wollte der SSV grosse Punktabstände zu einem frühen Zeitpunkt umgehen.
1982 fand an der zweiten Station in Gstaad ein Mannschaftsspringen statt, das nicht in das Gesamtergebnis der Tournee zählte. Der von starkem Schneefall beeinträchtigte Wettbewerb diente als WM-Generalprobe. Gesprungen wurde in Vierer-Teams, wobei nur die besten drei Springer ausschlaggebend waren. Als Sieger ging das Team aus der DDR mit Mathias Buse, Harald Duschek, Klaus Ostwald und Holger Freitag hervor, Zweiter wurde Österreich vor Norwegen. Erstmals bildeten daher nur die Wertungen aus zwei Springen das Schlussklassement der Tournee. Auch bei der 25. und letzten Austragung im Jahr 1992 gingen nur zwei Einzelspringen in die Wertung.

## Austragungsorte
| St. Moritz |

| Unterwasser |

| Arosa |

| Le Locle |

| Gstaad |

| Engelberg |

| St. Moritz |

| Unterwasser |

| Arosa |

| Le Locle |

| Gstaad |

| Engelberg |

## Übersicht
| Datum        | Jahr   | Ort           | Schanze                         | Sieger                                      | Zweiter                                     | Dritter                                     | Nationen | Beleg           |
| ------------ | ------ | ------------- | ------------------------------- | ------------------------------------------- | ------------------------------------------- | ------------------------------------------- | --- | --------------- |
| 27. Januar   | 1951   | St. Moritz    | Olympiaschanze                  | Matti Pietikäinen                           | Olavi Kuronen                               | Gudmund Rian                                | Deutschland BR Finnland Jugoslawien Sozialistische Föderative Republik Norwegen Osterreich Schweden Schweiz [ 8 ] [ 9 ] | [ 10 ] [ 11 ]   |
| 28. Januar   | 1951   | Unterwasser   | Säntisschanze                   | Hans Bjørnstad                              | Petter Hugsted                              | Tormod Knutsen                              | Deutschland BR Finnland Jugoslawien Sozialistische Föderative Republik Norwegen Osterreich Schweden Schweiz [ 8 ] [ 9 ] | [ 12 ] [ 13 ]   |
| 31. Januar   | 1951   | Arosa         | Plessurschanze                  | Matti Pietikäinen                           | Erkki Rajala                                | Karl Holmström                              | Deutschland BR Finnland Jugoslawien Sozialistische Föderative Republik Norwegen Osterreich Schweden Schweiz [ 8 ] [ 9 ] | [ 14 ] [ 15 ]   |
| 4. Februar   | 1951   | Le Locle      | Tremplin de la Combe Girard     | Karl Holmström                              | Olavi Kuronen                               | Petter Hugsted                              | Deutschland BR Finnland Jugoslawien Sozialistische Föderative Republik Norwegen Osterreich Schweden Schweiz [ 8 ] [ 9 ] | [ 16 ] [ 17 ]   |
|              | 1951   | Gesamtwertung | Gesamtwertung                   | Matti Pietikäinen                           | Hans Bjørnstad                              | Petter Hugsted                              | Deutschland BR Finnland Jugoslawien Sozialistische Föderative Republik Norwegen Osterreich Schweden Schweiz [ 8 ] [ 9 ] | [ 18 ]          |
|              |        |               |                                 |                                             |                                             |                                             | |                 |
| 7. Februar   | 1953   | St. Moritz    | Olympiaschanze                  | Torbjørn Falkanger Arnfinn Karlstad         |                                             | Pentti Uotinen                              | Deutschland BR Finnland Frankreich Italien Jugoslawien Sozialistische Föderative Republik Norwegen Osterreich Schweden Schweiz [ 19 ] [ 20 ] | [ 21 ] [ 22 ]   |
| 8. Februar 1 | 1953   | Unterwasser   | Säntisschanze                   | Pentti Heino                                | Torbjørn Falkanger                          | Otto Austad                                 | Deutschland BR Finnland Frankreich Italien Jugoslawien Sozialistische Föderative Republik Norwegen Osterreich Schweden Schweiz [ 19 ] [ 20 ] | [ 23 ] [ 24 ]   |
| 11. Februar  | 1953   | Arosa         | Plessurschanze                  | Josef Bradl                                 | Otto Austad                                 | Per Thynes                                  | Deutschland BR Finnland Frankreich Italien Jugoslawien Sozialistische Föderative Republik Norwegen Osterreich Schweden Schweiz [ 19 ] [ 20 ] | [ 25 ] [ 26 ]   |
| 15. Februar  | 1953   | Le Locle      | Tremplin de la Combe Girard     | Torbjørn Falkanger                          | Arnfinn Karlstad                            | Nils Lundh                                  | Deutschland BR Finnland Frankreich Italien Jugoslawien Sozialistische Föderative Republik Norwegen Osterreich Schweden Schweiz [ 19 ] [ 20 ] | [ 27 ] [ 28 ]   |
|              | 1953   | Gesamtwertung | Gesamtwertung                   | Torbjørn Falkanger                          | Arnfinn Karlstad                            | Otto Austad                                 | Deutschland BR Finnland Frankreich Italien Jugoslawien Sozialistische Föderative Republik Norwegen Osterreich Schweden Schweiz [ 19 ] [ 20 ] | [ 29 ]          |
|              |        |               |                                 |                                             |                                             |                                             | |                 |
| 30. Januar   | 1955   | Unterwasser   | Säntisschanze                   | Ossi Laaksonen                              | Arnfinn Bergmann                            | Asbjørn Osnes                               | Deutschland BR Finnland Frankreich Italien Jugoslawien Sozialistische Föderative Republik Norwegen Polen 1944 Schweden Schweiz [ 30 ] | [ 31 ] [ 32 ]   |
| 1. Februar   | 1955   | St. Moritz    | Olympiaschanze                  | Ossi Laaksonen                              | Arnfinn Bergmann                            | Veikko Heinonen                             | Deutschland BR Finnland Frankreich Italien Jugoslawien Sozialistische Föderative Republik Norwegen Polen 1944 Schweden Schweiz [ 30 ] | [ 33 ]          |
| 3. Februar   | 1955   | Arosa         | Plessurschanze                  | Arnfinn Bergmann                            | Sven Pettersson                             | Antti Hyvärinen                             | Deutschland BR Finnland Frankreich Italien Jugoslawien Sozialistische Föderative Republik Norwegen Polen 1944 Schweden Schweiz [ 30 ] | [ 34 ]          |
| 6. Februar   | 1955   | Le Locle      | Tremplin de la Combe Girard     | Arnfinn Bergmann                            | Veikko Heinonen                             | Andreas Däscher                             | Deutschland BR Finnland Frankreich Italien Jugoslawien Sozialistische Föderative Republik Norwegen Polen 1944 Schweden Schweiz [ 30 ] | [ 35 ] [ 36 ]   |
|              | 1955   | Gesamtwertung | Gesamtwertung                   | Arnfinn Bergmann                            | Asbjørn Osnes                               | Christian Mohn                              | Deutschland BR Finnland Frankreich Italien Jugoslawien Sozialistische Föderative Republik Norwegen Polen 1944 Schweden Schweiz [ 30 ] | [ 35 ]          |
|              |        |               |                                 |                                             |                                             |                                             | |                 |
| 20. Januar   | 1957   | Unterwasser   | Säntisschanze                   | Walter Habersatter                          | Władysław Tajner                            | Erik Styf                                   | Deutschland BR Finnland Frankreich Italien Jugoslawien Sozialistische Föderative Republik Norwegen Osterreich Polen 1944 Schweden Schweiz [ 37 ] | [ 38 ] [ 39 ]   |
| 22. Januar   | 1957   | Arosa         | Plessurschanze                  | Walter Habersatter                          | Folke Mikaelsson                            | Andreas Däscher                             | Deutschland BR Finnland Frankreich Italien Jugoslawien Sozialistische Föderative Republik Norwegen Osterreich Polen 1944 Schweden Schweiz [ 37 ] | [ 40 ] [ 41 ]   |
| 25. Januar   | 1957   | St. Moritz    | Olympiaschanze                  | Walter Habersatter                          | Kalevi Kärkinen                             | Erik Styf                                   | Deutschland BR Finnland Frankreich Italien Jugoslawien Sozialistische Föderative Republik Norwegen Osterreich Polen 1944 Schweden Schweiz [ 37 ] | [ 42 ] [ 43 ]   |
| 27. Januar   | 1957   | Le Locle      | Tremplin de la Combe Girard     | Andreas Däscher                             | Jan Furman                                  | Władysław Tajner                            | Deutschland BR Finnland Frankreich Italien Jugoslawien Sozialistische Föderative Republik Norwegen Osterreich Polen 1944 Schweden Schweiz [ 37 ] | [ 44 ] [ 45 ]   |
|              | 1957   | Gesamtwertung | Gesamtwertung                   | Walter Habersatter                          | Andreas Däscher                             | Kalevi Kärkinen                             | Deutschland BR Finnland Frankreich Italien Jugoslawien Sozialistische Föderative Republik Norwegen Osterreich Polen 1944 Schweden Schweiz [ 37 ] | [ 46 ]          |
|              |        |               |                                 |                                             |                                             |                                             | |                 |
| 25. Januar   | 1959   | Unterwasser   | Säntisschanze                   | Kalevi Kärkinen                             | Arnfinn Bergmann                            | Andreas Däscher                             | Deutschland BR Finnland Frankreich Italien Jugoslawien Sozialistische Föderative Republik Norwegen Polen 1944 Schweden Schweiz [ 47 ] [ 48 ] | [ 49 ] [ 50 ]   |
| 27. Januar   | 1959   | St. Moritz    | Olympiaschanze                  | Kalevi Kärkinen Mauno Valkama               |                                             | Inge Lindqvist                              | Deutschland BR Finnland Frankreich Italien Jugoslawien Sozialistische Föderative Republik Norwegen Polen 1944 Schweden Schweiz [ 47 ] [ 48 ] | [ 51 ] [ 52 ]   |
| 29. Januar   | 1959   | Arosa         | Plessurschanze                  | Mauno Valkama                               | Max Bolkart                                 | Arnfinn Bergmann                            | Deutschland BR Finnland Frankreich Italien Jugoslawien Sozialistische Föderative Republik Norwegen Polen 1944 Schweden Schweiz [ 47 ] [ 48 ] | [ 53 ] [ 54 ]   |
| 1. Februar   | 1959   | Le Locle      | Tremplin de la Combe Girard     | Mauno Valkama                               | Nilo Zandanel                               | Risto Vierula                               | Deutschland BR Finnland Frankreich Italien Jugoslawien Sozialistische Föderative Republik Norwegen Polen 1944 Schweden Schweiz [ 47 ] [ 48 ] | [ 55 ] [ 56 ]   |
|              | 1959   | Gesamtwertung | Gesamtwertung                   | Kalevi Kärkinen                             | Andreas Däscher                             | Arnfinn Bergmann                            | Deutschland BR Finnland Frankreich Italien Jugoslawien Sozialistische Föderative Republik Norwegen Polen 1944 Schweden Schweiz [ 47 ] [ 48 ] | [ 55 ]          |
|              |        |               |                                 |                                             |                                             |                                             | |                 |
| 22. Januar   | 1961   | Unterwasser   | Säntisschanze                   | Eino Kirjonen                               | Marjan Pečar                                | Antero Immonen Nilo Zandanel                | Deutschland BR Deutschland Demokratische Republik 1949 Finnland Frankreich Italien Jugoslawien Sozialistische Föderative Republik Norwegen Osterreich Polen 1944 Schweden Schweiz [ 57 ]                                                                    | [ 58 ] [ 59 ]   |
| 24. Januar   | 1961   | St. Moritz    | Olympiaschanze                  | Antero Immonen                              | Eino Kirjonen                               | Kåre Berg                                   | Deutschland BR Deutschland Demokratische Republik 1949 Finnland Frankreich Italien Jugoslawien Sozialistische Föderative Republik Norwegen Osterreich Polen 1944 Schweden Schweiz [ 57 ]                                                                    | [ 60 ] [ 61 ]   |
| 26. Januar   | 1961   | Arosa         | Plessurschanze                  | Eino Kirjonen                               | Marjan Pečar                                | Antero Immonen Guttorm Heldahl              | Deutschland BR Deutschland Demokratische Republik 1949 Finnland Frankreich Italien Jugoslawien Sozialistische Föderative Republik Norwegen Osterreich Polen 1944 Schweden Schweiz [ 57 ]                                                                    | [ 62 ] [ 63 ]   |
| 29. Januar   | 1961   | Le Locle      | Tremplin de la Combe Girard     | Antero Immonen                              | Dino De Zordo                               | Eino Kirjonen                               | Deutschland BR Deutschland Demokratische Republik 1949 Finnland Frankreich Italien Jugoslawien Sozialistische Föderative Republik Norwegen Osterreich Polen 1944 Schweden Schweiz [ 57 ]                                                                    | [ 64 ] [ 65 ]   |
|              | 1961   | Gesamtwertung | Gesamtwertung                   | Eino Kirjonen                               | Antero Immonen                              | Giacomo Aimoni                              | Deutschland BR Deutschland Demokratische Republik 1949 Finnland Frankreich Italien Jugoslawien Sozialistische Föderative Republik Norwegen Osterreich Polen 1944 Schweden Schweiz [ 57 ]                                                                    | [ 64 ]          |
|              |        |               |                                 |                                             |                                             |                                             | |                 |
| 27. Januar   | 1963   | Unterwasser   | Säntisschanze                   | Eino Kirjonen                               | Willi Egger                                 | Antoni Łaciak                               | Deutschland BR Finnland Frankreich Italien Jugoslawien Sozialistische Föderative Republik Norwegen Osterreich Polen 1944 Schweden Schweiz [ 66 ] | [ 67 ] [ 68 ]   |
| 29. Januar   | 1963   | St. Moritz    | Olympiaschanze                  | Baldur Preiml                               | Oddvar Saga                                 | Hans Olav Sørensen                          | Deutschland BR Finnland Frankreich Italien Jugoslawien Sozialistische Föderative Republik Norwegen Osterreich Polen 1944 Schweden Schweiz [ 66 ] | [ 69 ] [ 70 ]   |
| 31. Januar   | 1963   | Arosa         | Plessurschanze                  | Eino Kirjonen                               | Willi Egger                                 | Oddvar Saga                                 | Deutschland BR Finnland Frankreich Italien Jugoslawien Sozialistische Föderative Republik Norwegen Osterreich Polen 1944 Schweden Schweiz [ 66 ] | [ 71 ] [ 72 ]   |
| 3. Februar   | 1963   | Le Locle      | Tremplin de la Combe Girard     | Giacomo Aimoni                              | Oddvar Saga                                 | Eino Kirjonen                               | Deutschland BR Finnland Frankreich Italien Jugoslawien Sozialistische Föderative Republik Norwegen Osterreich Polen 1944 Schweden Schweiz [ 66 ] | [ 73 ] [ 74 ]   |
|              | 1963   | Gesamtwertung | Gesamtwertung                   | Eino Kirjonen                               | Oddvar Saga                                 | Baldur Preiml                               | Deutschland BR Finnland Frankreich Italien Jugoslawien Sozialistische Föderative Republik Norwegen Osterreich Polen 1944 Schweden Schweiz [ 66 ] | [ 73 ]          |
|              |        |               |                                 |                                             |                                             |                                             | |                 |
| 24. Januar   | 1965   | Unterwasser   | Säntisschanze                   | Giacomo Aimoni                              | Pauli Ukkonen                               | Kjell Sjöberg                               | Deutschland BR Finnland Frankreich Italien Jugoslawien Sozialistische Föderative Republik Norwegen Osterreich Polen 1944 Schweden Schweiz [ 75 ] | [ 76 ] [ 77 ]   |
| 26. Januar   | 1965   | St. Moritz    | Olympiaschanze                  | Heini Ihle                                  | Torbjørn Yggeseth                           | Giacomo Aimoni                              | Deutschland BR Finnland Frankreich Italien Jugoslawien Sozialistische Föderative Republik Norwegen Osterreich Polen 1944 Schweden Schweiz [ 75 ] | [ 78 ] [ 79 ]   |
| 28. Januar   | 1965   | Arosa         | Plessurschanze                  | Kjell Sjöberg                               | Heini Ihle                                  | Giacomo Aimoni                              | Deutschland BR Finnland Frankreich Italien Jugoslawien Sozialistische Föderative Republik Norwegen Osterreich Polen 1944 Schweden Schweiz [ 75 ] | [ 80 ] [ 81 ]   |
| 31. Januar   | 1965   | Le Locle      | Tremplin de la Combe Girard     | Kjell Sjöberg                               | Helmut Kurz                                 | Torbjørn Yggeseth                           | Deutschland BR Finnland Frankreich Italien Jugoslawien Sozialistische Föderative Republik Norwegen Osterreich Polen 1944 Schweden Schweiz [ 75 ] | [ 82 ] [ 83 ]   |
|              | 1965   | Gesamtwertung | Gesamtwertung                   | Kjell Sjöberg                               | Giacomo Aimoni                              | Pauli Ukkonen                               | Deutschland BR Finnland Frankreich Italien Jugoslawien Sozialistische Föderative Republik Norwegen Osterreich Polen 1944 Schweden Schweiz [ 75 ] | [ 82 ]          |
|              |        |               |                                 |                                             |                                             |                                             | |                 |
| 29. Januar   | 1967   | Unterwasser   | Säntisschanze                   | Jan Kawulok                                 | Juhani Ruotsalainen                         | Mikko Joki-Anttila                          | Deutschland BR Finnland Frankreich Italien Jugoslawien Sozialistische Föderative Republik Norwegen Osterreich Polen 1944 Schweden Schweiz [ 84 ] | [ 85 ] [ 86 ]   |
| 31. Januar   | 1967   | St. Moritz    | Olympiaschanze                  | Kurt Elimä                                  | Juhani Ruotsalainen                         | Reinhold Bachler Jan Kawulok                | Deutschland BR Finnland Frankreich Italien Jugoslawien Sozialistische Föderative Republik Norwegen Osterreich Polen 1944 Schweden Schweiz [ 84 ] | [ 87 ] [ 88 ]   |
| 3. Februar   | 1967   | Gstaad        | Mattenschanze                   | Reinhold Bachler                            | Seppo Hannula                               | Harald Gimse                                | Deutschland BR Finnland Frankreich Italien Jugoslawien Sozialistische Föderative Republik Norwegen Osterreich Polen 1944 Schweden Schweiz [ 84 ] | [ 89 ] [ 90 ]   |
| 5. Februar   | 1967   | Le Locle      | Tremplin de la Combe Girard     | Juhani Ruotsalainen                         | Giacomo Aimoni Kurt Elimä                   |                                             | Deutschland BR Finnland Frankreich Italien Jugoslawien Sozialistische Föderative Republik Norwegen Osterreich Polen 1944 Schweden Schweiz [ 84 ] | [ 91 ] [ 92 ]   |
|              | 1967   | Gesamtwertung | Gesamtwertung                   | Juhani Ruotsalainen                         | Kurt Elimä                                  | Jan Kawulok                                 | Deutschland BR Finnland Frankreich Italien Jugoslawien Sozialistische Föderative Republik Norwegen Osterreich Polen 1944 Schweden Schweiz [ 84 ] | [ 91 ]          |
|              |        |               |                                 |                                             |                                             |                                             | |                 |
| 26. Januar   | 1969   | Unterwasser   | Säntisschanze                   | Bjørn Wirkola                               | Jiří Raška                                  | Takashi Fujisawa                            | Deutschland BR Finnland Frankreich Italien Japan Jugoslawien Sozialistische Föderative Republik Norwegen Osterreich Schweden Schweiz Tschechoslowakei Vereinigte Staaten [ 93 ]                                                                             | [ 94 ] [ 95 ]   |
| 28. Januar   | 1969   | St. Moritz    | Olympiaschanze                  | Hans Schmid                                 | Yukio Kasaya                                | Ladislav Divila                             | Deutschland BR Finnland Frankreich Italien Japan Jugoslawien Sozialistische Föderative Republik Norwegen Osterreich Schweden Schweiz Tschechoslowakei Vereinigte Staaten [ 93 ]                                                                             | [ 96 ] [ 97 ]   |
| 31. Januar   | 1969   | Gstaad        | Mattenschanze                   | Bjørn Wirkola                               | Hans Schmid                                 | Takashi Fujisawa                            | Deutschland BR Finnland Frankreich Italien Japan Jugoslawien Sozialistische Föderative Republik Norwegen Osterreich Schweden Schweiz Tschechoslowakei Vereinigte Staaten [ 93 ]                                                                             | [ 98 ] [ 99 ]   |
| 2. Februar   | 1969   | Le Locle      | Tremplin de la Combe Girard     | Yukio Kasaya                                | Hans Schmid                                 | Akitsugu Konno                              | Deutschland BR Finnland Frankreich Italien Japan Jugoslawien Sozialistische Föderative Republik Norwegen Osterreich Schweden Schweiz Tschechoslowakei Vereinigte Staaten [ 93 ]                                                                             | [ 100 ] [ 101 ] |
|              | 1969   | Gesamtwertung | Gesamtwertung                   | Hans Schmid                                 | Yukio Kasaya                                | Bjørn Wirkola                               | Deutschland BR Finnland Frankreich Italien Japan Jugoslawien Sozialistische Föderative Republik Norwegen Osterreich Schweden Schweiz Tschechoslowakei Vereinigte Staaten [ 93 ]                                                                             | [ 102 ]         |
|              |        |               |                                 |                                             |                                             |                                             | |                 |
| 24. Januar   | 1971 2 | Engelberg     | Gross-Titlis-Schanze            | Jo Inge Bjørnebye                           | Hans Schmid                                 | Walter Steiner                              | Deutschland BR Finnland Frankreich Italien Japan Jugoslawien Sozialistische Föderative Republik Norwegen Osterreich Polen 1944 Schweden Schweiz Tschechoslowakei Ungarn [ 103 ]                                                                             | [ 104 ] [ 105 ] |
| 26. Januar   | 1971 2 | St. Moritz    | Olympiaschanze                  | Tauno Käyhkö                                | Sepp Zehnder                                | Rolf Nordgren                               | Deutschland BR Finnland Frankreich Italien Japan Jugoslawien Sozialistische Föderative Republik Norwegen Osterreich Polen 1944 Schweden Schweiz Tschechoslowakei Ungarn [ 103 ]                                                                             | [ 106 ] [ 107 ] |
| 29. Januar   | 1971 2 | Gstaad        | Mattenschanze                   | Hans Schmid                                 | Tauno Käyhkö                                | Gilbert Poirot                              | Deutschland BR Finnland Frankreich Italien Japan Jugoslawien Sozialistische Föderative Republik Norwegen Osterreich Polen 1944 Schweden Schweiz Tschechoslowakei Ungarn [ 103 ]                                                                             | [ 108 ] [ 109 ] |
| 31. Januar   | 1971 2 | Le Locle      | Tremplin de la Combe Girard     | Tauno Käyhkö                                | Hans Schmid                                 | Reinhold Bachler                            | Deutschland BR Finnland Frankreich Italien Japan Jugoslawien Sozialistische Föderative Republik Norwegen Osterreich Polen 1944 Schweden Schweiz Tschechoslowakei Ungarn [ 103 ]                                                                             | [ 110 ] [ 111 ] |
|              | 1971 2 | Gesamtwertung | Gesamtwertung                   | Tauno Käyhkö                                | Hans Schmid                                 | Walter Steiner                              | Deutschland BR Finnland Frankreich Italien Japan Jugoslawien Sozialistische Föderative Republik Norwegen Osterreich Polen 1944 Schweden Schweiz Tschechoslowakei Ungarn [ 103 ]                                                                             | [ 110 ]         |
|              |        |               |                                 |                                             |                                             |                                             | |                 |
| 21. Januar   | 1973 3 | Engelberg     | Gross-Titlis-Schanze            | Tauno Käyhkö                                | Nils-Per Skarseth                           | Hans Schmid                                 | Deutschland BR Finnland Frankreich Italien Japan Jugoslawien Sozialistische Föderative Republik Norwegen Osterreich Polen 1944 Schweden Schweiz Sowjetunion 1955 Tschechoslowakei [ 112 ] [ 113 ]                                                           | [ 114 ] [ 115 ] |
| 23. Januar   | 1973 3 | St. Moritz    | Olympiaschanze                  | Tauno Käyhkö                                | Anatoli Scheglanow                          | Rudolf Höhnl                                | Deutschland BR Finnland Frankreich Italien Japan Jugoslawien Sozialistische Föderative Republik Norwegen Osterreich Polen 1944 Schweden Schweiz Sowjetunion 1955 Tschechoslowakei [ 112 ] [ 113 ]                                                           | [ 116 ] [ 117 ] |
| 26. Januar   | 1973 3 | Gstaad        | Mattenschanze                   | Tauno Käyhkö                                | Hans Schmid                                 | Rudolf Höhnl                                | Deutschland BR Finnland Frankreich Italien Japan Jugoslawien Sozialistische Föderative Republik Norwegen Osterreich Polen 1944 Schweden Schweiz Sowjetunion 1955 Tschechoslowakei [ 112 ] [ 113 ]                                                           | [ 118 ] [ 119 ] |
| 28. Januar   | 1973 3 | Le Locle      | Tremplin de la Combe Girard     | Tauno Käyhkö                                | Hans Schmid                                 | Karel Kodejška                              | Deutschland BR Finnland Frankreich Italien Japan Jugoslawien Sozialistische Föderative Republik Norwegen Osterreich Polen 1944 Schweden Schweiz Sowjetunion 1955 Tschechoslowakei [ 112 ] [ 113 ]                                                           | [ 120 ] [ 121 ] |
|              | 1973 3 | Gesamtwertung | Gesamtwertung                   | Tauno Käyhkö                                | Hans Schmid                                 | Karel Kodejška                              | Deutschland BR Finnland Frankreich Italien Japan Jugoslawien Sozialistische Föderative Republik Norwegen Osterreich Polen 1944 Schweden Schweiz Sowjetunion 1955 Tschechoslowakei [ 112 ] [ 113 ]                                                           | [ 120 ]         |
|              |        |               |                                 |                                             |                                             |                                             | |                 |
| 19. Januar   | 1975 4 | Le Locle      | Tremplin de la Combe Girard     | Johan Sætre                                 | Dietmar Aschenbach                          | Hiroshi Itagaki                             | Deutschland BR Deutschland Demokratische Republik 1949 Finnland Frankreich Italien Japan Jugoslawien Sozialistische Föderative Republik Kanada Norwegen Osterreich Polen 1944 Schweden Schweiz Sowjetunion 1955 Vereinigte Staaten [ 122 ] [ 123 ]          | [ 124 ] [ 125 ] |
| 21. Januar   | 1975 4 | Gstaad        | Mattenschanze                   | Hiroshi Itagaki                             | Ernst von Grünigen                          | Toni Innauer                                | Deutschland BR Deutschland Demokratische Republik 1949 Finnland Frankreich Italien Japan Jugoslawien Sozialistische Föderative Republik Kanada Norwegen Osterreich Polen 1944 Schweden Schweiz Sowjetunion 1955 Vereinigte Staaten [ 122 ] [ 123 ]          | [ 126 ] [ 127 ] |
| 23. Januar   | 1975 4 | St. Moritz    | Olympiaschanze                  | Hiroshi Itagaki                             | Johan Sætre                                 | Toni Innauer                                | Deutschland BR Deutschland Demokratische Republik 1949 Finnland Frankreich Italien Japan Jugoslawien Sozialistische Föderative Republik Kanada Norwegen Osterreich Polen 1944 Schweden Schweiz Sowjetunion 1955 Vereinigte Staaten [ 122 ] [ 123 ]          | [ 128 ] [ 129 ] |
| 26. Januar   | 1975 4 | Engelberg     | Gross-Titlis-Schanze            | Toni Innauer                                | Alfred Grosche                              | Stanisław Bobak                             | Deutschland BR Deutschland Demokratische Republik 1949 Finnland Frankreich Italien Japan Jugoslawien Sozialistische Föderative Republik Kanada Norwegen Osterreich Polen 1944 Schweden Schweiz Sowjetunion 1955 Vereinigte Staaten [ 122 ] [ 123 ]          | [ 130 ] [ 131 ] |
|              | 1975 4 | Gesamtwertung | Gesamtwertung                   | Toni Innauer                                | Alfred Grosche                              | Hiroshi Itagaki                             | Deutschland BR Deutschland Demokratische Republik 1949 Finnland Frankreich Italien Japan Jugoslawien Sozialistische Föderative Republik Kanada Norwegen Osterreich Polen 1944 Schweden Schweiz Sowjetunion 1955 Vereinigte Staaten [ 122 ] [ 123 ]          | [ 132 ]         |
|              |        |               |                                 |                                             |                                             |                                             | |                 |
| 30. Januar   | 1977 5 | Le Locle      | Tremplin de la Combe Girard K87 | Johan Sætre                                 | Walter Steiner                              | Karl Schnabl                                | Deutschland BR Deutschland Demokratische Republik 1949 Finnland Frankreich Italien Japan Jugoslawien Sozialistische Föderative Republik Norwegen Osterreich Schweiz Sowjetunion 1955 Vereinigte Staaten [ 133 ] [ 134 ]                                     | [ 135 ] [ 136 ] |
| 1. Februar   | 1977 5 | Gstaad        | Mattenschanze K88               | Walter Steiner                              | Alfred Pungg                                | Kari Ylianttila                             | Deutschland BR Deutschland Demokratische Republik 1949 Finnland Frankreich Italien Japan Jugoslawien Sozialistische Föderative Republik Norwegen Osterreich Schweiz Sowjetunion 1955 Vereinigte Staaten [ 133 ] [ 134 ]                                     | [ 137 ] [ 138 ] |
| 3. Februar   | 1977 5 | St. Moritz    | Olympiaschanze K92              | Walter Steiner                              | Per Bergerud                                | Johan Sætre                                 | Deutschland BR Deutschland Demokratische Republik 1949 Finnland Frankreich Italien Japan Jugoslawien Sozialistische Föderative Republik Norwegen Osterreich Schweiz Sowjetunion 1955 Vereinigte Staaten [ 133 ] [ 134 ]                                     | [ 139 ] [ 140 ] |
| 6. Februar   | 1977 5 | Engelberg     | Gross-Titlis-Schanze K115       | Walter Steiner                              | Kari Ylianttila                             | Alfred Pungg                                | Deutschland BR Deutschland Demokratische Republik 1949 Finnland Frankreich Italien Japan Jugoslawien Sozialistische Föderative Republik Norwegen Osterreich Schweiz Sowjetunion 1955 Vereinigte Staaten [ 133 ] [ 134 ]                                     | [ 141 ] [ 142 ] |
|              | 1977 5 | Gesamtwertung | Gesamtwertung                   | Walter Steiner                              | Alfred Pungg                                | Ernst von Grünigen                          | Deutschland BR Deutschland Demokratische Republik 1949 Finnland Frankreich Italien Japan Jugoslawien Sozialistische Föderative Republik Norwegen Osterreich Schweiz Sowjetunion 1955 Vereinigte Staaten [ 133 ] [ 134 ]                                     | [ 141 ]         |
|              |        |               |                                 |                                             |                                             |                                             | |                 |
| 25. Januar   | 1978   | St. Moritz    | Olympiaschanze                  | Alois Lipburger                             | Thomas Meisinger                            | Axel Zitzmann                               | Deutschland BR Deutschland Demokratische Republik 1949 Frankreich Japan Jugoslawien Sozialistische Föderative Republik Norwegen Osterreich Schweiz Tschechoslowakei Vereinigte Staaten [ 143 ]                                                              | [ 144 ] [ 145 ] |
| 27. Januar   | 1978   | Gstaad        | Mattenschanze                   | Hansjörg Sumi                               | Axel Zitzmann                               | Robert Mösching                             | Deutschland BR Deutschland Demokratische Republik 1949 Frankreich Japan Jugoslawien Sozialistische Föderative Republik Norwegen Osterreich Schweiz Tschechoslowakei Vereinigte Staaten [ 143 ]                                                              | [ 146 ] [ 147 ] |
| 29. Januar   | 1978   | Engelberg     | Gross-Titlis-Schanze            | Axel Zitzmann                               | Josef Samek                                 | Leoš Škoda                                  | Deutschland BR Deutschland Demokratische Republik 1949 Frankreich Japan Jugoslawien Sozialistische Föderative Republik Norwegen Osterreich Schweiz Tschechoslowakei Vereinigte Staaten [ 143 ]                                                              | [ 148 ] [ 149 ] |
|              | 1978   | Gesamtwertung | Gesamtwertung                   | Axel Zitzmann                               | Thomas Meisinger                            | Leoš Škoda                                  | Deutschland BR Deutschland Demokratische Republik 1949 Frankreich Japan Jugoslawien Sozialistische Föderative Republik Norwegen Osterreich Schweiz Tschechoslowakei Vereinigte Staaten [ 143 ]                                                              | [ 148 ]         |
|              |        |               |                                 |                                             |                                             |                                             | |                 |
| 14. Februar  | 1979 6 | St. Moritz    | Olympiaschanze                  | Hansjörg Sumi                               | Robert Mösching                             | Klaus Tuchscherer                           | Deutschland BR Deutschland Demokratische Republik 1949 Finnland Frankreich Italien Japan Jugoslawien Sozialistische Föderative Republik Norwegen Osterreich Schweden Schweiz Sowjetunion 1955 Tschechoslowakei Ungarn                                       | [ 150 ] [ 151 ] |
| 16. Februar  | 1979 6 | Gstaad        | Mattenschanze                   | Hansjörg Sumi                               | Lido Tomasi                                 | Thomas Meisinger                            | Deutschland BR Deutschland Demokratische Republik 1949 Finnland Frankreich Italien Japan Jugoslawien Sozialistische Föderative Republik Norwegen Osterreich Schweden Schweiz Sowjetunion 1955 Tschechoslowakei Ungarn                                       | [ 152 ] [ 153 ] |
| 18. Februar  | 1979 6 | Engelberg     | Gross-Titlis-Schanze            | Robert Mösching                             | Bjarne Næs                                  | Peter Leitner                               | Deutschland BR Deutschland Demokratische Republik 1949 Finnland Frankreich Italien Japan Jugoslawien Sozialistische Föderative Republik Norwegen Osterreich Schweden Schweiz Sowjetunion 1955 Tschechoslowakei Ungarn                                       | [ 154 ] [ 155 ] |
|              | 1979 6 | Gesamtwertung | Gesamtwertung                   | Robert Mösching                             | Peter Leitner                               | Matthias Buse                               | Deutschland BR Deutschland Demokratische Republik 1949 Finnland Frankreich Italien Japan Jugoslawien Sozialistische Föderative Republik Norwegen Osterreich Schweden Schweiz Sowjetunion 1955 Tschechoslowakei Ungarn                                       | [ 154 ]         |
|              |        |               |                                 |                                             |                                             |                                             | |                 |
| 27. Februar  | 1980   | St. Moritz    | Olympiaschanze                  | Roger Ruud                                  | Johan Sætre                                 | Robert Mösching                             | Deutschland BR Finnland Frankreich Italien Jugoslawien Sozialistische Föderative Republik Norwegen Osterreich Schweden Schweiz Sowjetunion 1955 Spanien Tschechoslowakei Ungarn Vereinigte Staaten [ 156 ]                                                  | [ 157 ] [ 158 ] |
| 29. Februar  | 1980   | Gstaad        | Mattenschanze                   | Hansjörg Sumi                               | Roger Ruud                                  | Hubert Neuper                               | Deutschland BR Finnland Frankreich Italien Jugoslawien Sozialistische Föderative Republik Norwegen Osterreich Schweden Schweiz Sowjetunion 1955 Spanien Tschechoslowakei Ungarn Vereinigte Staaten [ 156 ]                                                  | [ 159 ] [ 160 ] |
| 2. März      | 1980   | Engelberg     | Gross-Titlis-Schanze            | Toni Innauer                                | Johan Sætre                                 | Hansjörg Sumi                               | Deutschland BR Finnland Frankreich Italien Jugoslawien Sozialistische Föderative Republik Norwegen Osterreich Schweden Schweiz Sowjetunion 1955 Spanien Tschechoslowakei Ungarn Vereinigte Staaten [ 156 ]                                                  | [ 161 ] [ 162 ] |
|              | 1980   | Gesamtwertung | Gesamtwertung                   | Roger Ruud                                  | Johan Sætre                                 | Hansjörg Sumi                               | Deutschland BR Finnland Frankreich Italien Jugoslawien Sozialistische Föderative Republik Norwegen Osterreich Schweden Schweiz Sowjetunion 1955 Spanien Tschechoslowakei Ungarn Vereinigte Staaten [ 156 ]                                                  | [ 161 ]         |
|              |        |               |                                 |                                             |                                             |                                             | |                 |
| 21. Januar   | 1981 7 | St. Moritz    | Olympiaschanze                  | Hubert Neuper                               | Roger Ruud                                  | Armin Kogler                                | Deutschland BR Finnland Frankreich Italien Japan Jugoslawien Sozialistische Föderative Republik Norwegen Osterreich Polen Schweden Schweiz Sowjetunion 1955 Spanien Tschechoslowakei Ungarn Vereinigte Staaten                                              | [ 163 ]         |
| 23. Januar   | 1981 7 | Gstaad        | Mattenschanze                   | Johan Sætre                                 | Armin Kogler                                | Roger Ruud                                  | Deutschland BR Finnland Frankreich Italien Japan Jugoslawien Sozialistische Föderative Republik Norwegen Osterreich Polen Schweden Schweiz Sowjetunion 1955 Spanien Tschechoslowakei Ungarn Vereinigte Staaten                                              | [ 164 ]         |
| 25. Januar   | 1981 7 | Engelberg     | Gross-Titlis-Schanze            | Per Bergerud                                | Armin Kogler                                | Pentti Kokkonen                             | Deutschland BR Finnland Frankreich Italien Japan Jugoslawien Sozialistische Föderative Republik Norwegen Osterreich Polen Schweden Schweiz Sowjetunion 1955 Spanien Tschechoslowakei Ungarn Vereinigte Staaten                                              | [ 165 ] [ 166 ] |
|              | 1981 7 | Gesamtwertung | Gesamtwertung                   | Armin Kogler                                | Hubert Neuper                               | Johan Sætre                                 | Deutschland BR Finnland Frankreich Italien Japan Jugoslawien Sozialistische Föderative Republik Norwegen Osterreich Polen Schweden Schweiz Sowjetunion 1955 Spanien Tschechoslowakei Ungarn Vereinigte Staaten                                              | [ 165 ]         |
|              |        |               |                                 |                                             |                                             |                                             | |                 |
| 27. Januar   | 1982   | St. Moritz    | Olympiaschanze                  | Armin Kogler                                | Josef Samek                                 | Hansjörg Sumi                               | Deutschland BR Deutschland Demokratische Republik 1949 Frankreich Italien Japan Jugoslawien Sozialistische Föderative Republik Kanada Norwegen Osterreich Schweden Schweiz Sowjetunion 1955 Tschechoslowakei Ungarn                                         | [ 167 ]         |
| 31. Januar   | 1982   | Engelberg     | Gross-Titlis-Schanze            | Klaus Ostwald                               | Massimo Rigoni                              | Armin Kogler                                | Deutschland BR Deutschland Demokratische Republik 1949 Frankreich Italien Japan Jugoslawien Sozialistische Föderative Republik Kanada Norwegen Osterreich Schweden Schweiz Sowjetunion 1955 Tschechoslowakei Ungarn                                         | [ 168 ] [ 169 ] |
|              | 1982   | Gesamtwertung | Gesamtwertung                   | Massimo Rigoni                              | Armin Kogler                                | Klaus Ostwald                               | Deutschland BR Deutschland Demokratische Republik 1949 Frankreich Italien Japan Jugoslawien Sozialistische Föderative Republik Kanada Norwegen Osterreich Schweden Schweiz Sowjetunion 1955 Tschechoslowakei Ungarn                                         | [ 168 ]         |
|              |        |               |                                 |                                             |                                             |                                             | |                 |
| 26. Januar   | 1983   | St. Moritz    | Olympiaschanze                  | Horst Bulau                                 | Per Bergerud                                | Pentti Kokkonen                             | Deutschland BR Deutschland Demokratische Republik 1949 Finnland Frankreich Italien Jugoslawien Sozialistische Föderative Republik Kanada Norwegen Osterreich Polen Schweden Schweiz Sowjetunion 1955 Tschechoslowakei Ungarn Vereinigte Staaten             | [ 170 ]         |
| 28. Januar   | 1983   | Gstaad        | Mattenschanze                   | Horst Bulau                                 | Roger Ruud                                  | Ernst Vettori                               | Deutschland BR Deutschland Demokratische Republik 1949 Finnland Frankreich Italien Jugoslawien Sozialistische Föderative Republik Kanada Norwegen Osterreich Polen Schweden Schweiz Sowjetunion 1955 Tschechoslowakei Ungarn Vereinigte Staaten             | [ 171 ]         |
| 30. Januar   | 1983   | Engelberg     | Gross-Titlis-Schanze            | Per Bergerud                                | Jeff Hastings                               | Stefan Stannarius                           | Deutschland BR Deutschland Demokratische Republik 1949 Finnland Frankreich Italien Jugoslawien Sozialistische Föderative Republik Kanada Norwegen Osterreich Polen Schweden Schweiz Sowjetunion 1955 Tschechoslowakei Ungarn Vereinigte Staaten             | [ 172 ] [ 173 ] |
|              | 1983   | Gesamtwertung | Gesamtwertung                   | Per Bergerud                                | Pentti Kokkonen                             | Jari Puikkonen                              | Deutschland BR Deutschland Demokratische Republik 1949 Finnland Frankreich Italien Jugoslawien Sozialistische Föderative Republik Kanada Norwegen Osterreich Polen Schweden Schweiz Sowjetunion 1955 Tschechoslowakei Ungarn Vereinigte Staaten             | [ 172 ]         |
|              |        |               |                                 |                                             |                                             |                                             | |                 |
| 13. Februar  | 1985   | St. Moritz    | Olympiaschanze                  | Ernst Vettori                               | Matti Nykänen                               | Jens Weißflog                               | Deutschland BR Deutschland Demokratische Republik 1949 Finnland Frankreich Italien Jugoslawien Sozialistische Föderative Republik Kanada Norwegen Osterreich Polen Schweiz Spanien Tschechoslowakei Ungarn Vereinigte Staaten                               | [ 174 ]         |
| 15. Februar  | 1985   | Gstaad        | Mattenschanze                   | Wettkampf wegen starkem Schneefall abgesagt | Wettkampf wegen starkem Schneefall abgesagt | Wettkampf wegen starkem Schneefall abgesagt | Deutschland BR Deutschland Demokratische Republik 1949 Finnland Frankreich Italien Jugoslawien Sozialistische Föderative Republik Kanada Norwegen Osterreich Polen Schweiz Spanien Tschechoslowakei Ungarn Vereinigte Staaten                               | [ 175 ]         |
| 17. Februar  | 1985   | Engelberg     | Gross-Titlis-Schanze            | Jens Weißflog                               | Ernst Vettori                               | Ladislav Dluhoš                             | Deutschland BR Deutschland Demokratische Republik 1949 Finnland Frankreich Italien Jugoslawien Sozialistische Föderative Republik Kanada Norwegen Osterreich Polen Schweiz Spanien Tschechoslowakei Ungarn Vereinigte Staaten                               | [ 176 ] [ 177 ] |
|              | 1985   | Gesamtwertung | Gesamtwertung                   | Jens Weißflog                               | Ernst Vettori                               | Per Bergerud                                | Deutschland BR Deutschland Demokratische Republik 1949 Finnland Frankreich Italien Jugoslawien Sozialistische Föderative Republik Kanada Norwegen Osterreich Polen Schweiz Spanien Tschechoslowakei Ungarn Vereinigte Staaten                               | [ 176 ]         |
|              |        |               |                                 |                                             |                                             |                                             | |                 |
| 19. Februar  | 1986   | St. Moritz    | Olympiaschanze                  | Rolf Åge Berg                               | Andreas Felder                              | Miran Tepeš                                 | Deutschland BR Deutschland Demokratische Republik 1949 Finnland Frankreich Italien Jugoslawien Sozialistische Föderative Republik Kanada Norwegen Osterreich Polen Schweden Schweiz Sowjetunion Spanien Tschechoslowakei Ungarn Vereinigte Staaten          | [ 178 ]         |
| 21. Februar  | 1986   | Gstaad        | Mattenschanze                   | Ernst Vettori                               | Rolf Åge Berg                               | Matti Nykänen                               | Deutschland BR Deutschland Demokratische Republik 1949 Finnland Frankreich Italien Jugoslawien Sozialistische Föderative Republik Kanada Norwegen Osterreich Polen Schweden Schweiz Sowjetunion Spanien Tschechoslowakei Ungarn Vereinigte Staaten          | [ 179 ]         |
| 23. Februar  | 1986   | Engelberg     | Gross-Titlis-Schanze            | Andreas Felder                              | Matti Nykänen                               | Vegard Opaas                                | Deutschland BR Deutschland Demokratische Republik 1949 Finnland Frankreich Italien Jugoslawien Sozialistische Föderative Republik Kanada Norwegen Osterreich Polen Schweden Schweiz Sowjetunion Spanien Tschechoslowakei Ungarn Vereinigte Staaten          | [ 180 ] [ 181 ] |
|              | 1986   | Gesamtwertung | Gesamtwertung                   | Rolf Åge Berg                               | Matti Nykänen                               | Ulf Findeisen                               | Deutschland BR Deutschland Demokratische Republik 1949 Finnland Frankreich Italien Jugoslawien Sozialistische Föderative Republik Kanada Norwegen Osterreich Polen Schweden Schweiz Sowjetunion Spanien Tschechoslowakei Ungarn Vereinigte Staaten          | [ 180 ]         |
|              |        |               |                                 |                                             |                                             |                                             | |                 |
| 20. Januar   | 1988   | St. Moritz    | Olympiaschanze                  | Matti Nykänen                               | Erik Johnsen                                | Remo Lederer                                | Deutschland BR Deutschland Demokratische Republik 1949 Finnland Frankreich Italien Jugoslawien Sozialistische Föderative Republik Norwegen Osterreich Polen Schweden Schweiz Spanien Tschechoslowakei Vereinigtes Konigreich                                | [ 182 ]         |
| 22. Januar   | 1988   | Gstaad        | Mattenschanze                   | Pavel Ploc                                  | Miran Tepeš                                 | Jens Weißflog                               | Deutschland BR Deutschland Demokratische Republik 1949 Finnland Frankreich Italien Jugoslawien Sozialistische Föderative Republik Norwegen Osterreich Polen Schweden Schweiz Spanien Tschechoslowakei Vereinigtes Konigreich                                | [ 183 ]         |
| 24. Januar   | 1988   | Engelberg     | Gross-Titlis-Schanze            | Jens Weißflog                               | Matti Nykänen                               | Andreas Felder                              | Deutschland BR Deutschland Demokratische Republik 1949 Finnland Frankreich Italien Jugoslawien Sozialistische Föderative Republik Norwegen Osterreich Polen Schweden Schweiz Spanien Tschechoslowakei Vereinigtes Konigreich                                | [ 184 ] [ 185 ] |
|              | 1988   | Gesamtwertung | Gesamtwertung                   | Matti Nykänen                               | Miran Tepeš                                 | Ernst Vettori                               | Deutschland BR Deutschland Demokratische Republik 1949 Finnland Frankreich Italien Jugoslawien Sozialistische Föderative Republik Norwegen Osterreich Polen Schweden Schweiz Spanien Tschechoslowakei Vereinigtes Konigreich                                | [ 184 ]         |
|              |        |               |                                 |                                             |                                             |                                             | |                 |
| 7. Februar   | 1990   | St. Moritz    | Olympiaschanze                  | František Jež                               | Heinz Kuttin                                | Ernst Vettori                               | Bulgarien Deutschland BR Deutschland Demokratische Republik 1949 Finnland Frankreich Italien Japan Jugoslawien Sozialistische Föderative Republik Kanada Norwegen Osterreich Polen Schweden Schweiz Sowjetunion Spanien Tschechoslowakei Vereinigte Staaten | [ 186 ]         |
| 9. Februar   | 1990   | Gstaad        | Mattenschanze                   | František Jež                               | Miran Tepeš                                 | Ari-Pekka Nikkola                           | Bulgarien Deutschland BR Deutschland Demokratische Republik 1949 Finnland Frankreich Italien Japan Jugoslawien Sozialistische Föderative Republik Kanada Norwegen Osterreich Polen Schweden Schweiz Sowjetunion Spanien Tschechoslowakei Vereinigte Staaten | [ 187 ]         |
| 11. Februar  | 1990   | Engelberg     | Gross-Titlis-Schanze            | Ari-Pekka Nikkola Franci Petek              |                                             | Andi Rauschmeier Primož Ulaga               | Bulgarien Deutschland BR Deutschland Demokratische Republik 1949 Finnland Frankreich Italien Japan Jugoslawien Sozialistische Föderative Republik Kanada Norwegen Osterreich Polen Schweden Schweiz Sowjetunion Spanien Tschechoslowakei Vereinigte Staaten | [ 188 ] [ 189 ] |
|              | 1990   | Gesamtwertung | Gesamtwertung                   | František Jež                               | Heinz Kuttin                                | Ari-Pekka Nikkola                           | Bulgarien Deutschland BR Deutschland Demokratische Republik 1949 Finnland Frankreich Italien Japan Jugoslawien Sozialistische Föderative Republik Kanada Norwegen Osterreich Polen Schweden Schweiz Sowjetunion Spanien Tschechoslowakei Vereinigte Staaten | [ 188 ]         |
|              |        |               |                                 |                                             |                                             |                                             | |                 |
| 17. Januar   | 1992   | St. Moritz    | Olympiaschanze                  | Andreas Felder                              | Werner Rathmayr                             | Martin Höllwarth                            | Deutschland Finnland Frankreich Italien Norwegen Osterreich Schweden Schweiz Slowenien Tschechien | [ 190 ]         |
| 19. Januar   | 1992   | Engelberg     | Gross-Titlis-Schanze            | Andreas Felder                              | Stephan Zünd                                | Werner Rathmayr                             | Deutschland Finnland Frankreich Italien Norwegen Osterreich Schweden Schweiz Slowenien Tschechien | [ 191 ] [ 192 ] |
|              | 1992   | Gesamtwertung | Gesamtwertung                   | Andreas Felder                              | Werner Rathmayr                             | Stephan Zünd                                | Deutschland Finnland Frankreich Italien Norwegen Osterreich Schweden Schweiz Slowenien Tschechien | [ 191 ]         |
|              |        |               |                                 |                                             |                                             |                                             | |                 |

## Erfolgreichste Nationen

### Nationen der Gesamtsieger
Aus folgenden Nationen kamen die Sieger der Schweizer Springertournee:
| Platz | Nation           | Siege | Springer |
| ----- | ---------------- | ----- | --- |
| 01    | Finnland         | 8     | Eino Kirjonen, Tauno Käyhkö (je 2×) Matti Pietikäinen, Kalevi Kärkinen, Juhani Ruotsalainen, Matti Nykänen (je 1×) |
| 02    | Norwegen         | 5     | Torbjørn Falkanger, Arnfinn Bergmann, Roger Ruud, Per Bergerud, Rolf Åge Berg (je 1×)                              |
| 03    | Österreich       | 4     | Walter Habersatter, Toni Innauer, Armin Kogler, Andreas Felder (je 1×)                                             |
| 04    | Schweiz          | 3     | Hans Schmid, Walter Steiner, Robert Mösching (je 1×)                                                               |
| 05    | DDR              | 2     | Axel Zitzmann, Jens Weißflog (je 1×)                                                                               |
| 06    | Italien          | 1     | Massimo Rigoni (1×)                                                                                                |
| 06    | Schweden         | 1     | Kjell Sjöberg (1×)                                                                                                 |
| 06    | Tschechoslowakei | 1     | František Jež (1×)                                                                                                 |

### Nationen auf dem Gesamtpodest
| Platz | Land             | Sieger | Zweiter | Dritter | Gesamt |
| ----- | ---------------- | ------ | ------- | ------- | ------ |
| 1.    | Finnland         | 08     | 03      | 04      | 15     |
| 2.    | Norwegen         | 05     | 05      | 07      | 17     |
| 3.    | Österreich       | 04     | 06      | 02      | 12     |
| 4.    | Schweiz          | 03     | 04      | 04      | 11     |
| 5.    | DDR              | 02     | 01      | 03      | 06     |
| 6.    | Italien          | 01     | 01      | 01      | 03     |
| 7.    | Schweden         | 01     | 01      | 0       | 02     |
| 8.    | Tschechoslowakei | 01     | 0       | 02      | 03     |
| 9.    | BRD              | 0      | 02      | 0       | 02     |
| 11.   | Japan            | 0      | 01      | 01      | 02     |
| 11.   | Jugoslawien      | 0      | 01      | 0       | 01     |
| 12.   | Polen            | 0      | 0       | 01      | 01     |
|       |                  | 25     | 25      | 25      | 75     |

### Nationen auf dem Podest bei Einzelspringen
| Platz | Land               | Sieger | Zweiter | Dritter | Gesamt |
| ----- | ------------------ | ------ | ------- | ------- | ------ |
| 1.    | Finnland           | 25     | 15      | 14      | 054    |
| 2.    | Norwegen           | 16     | 22      | 16      | 054    |
| 3.    | Österreich         | 16     | 09      | 16      | 041    |
| 4.    | Schweiz            | 11     | 11      | 09      | 031    |
| 5.    | Schweden           | 04     | 03      | 07      | 014    |
| 6.    | DDR                | 04     | 03      | 06      | 013    |
| 7.    | Tschechoslowakei   | 03     | 03      | 06      | 012    |
| 8.    | Japan              | 03     | 01      | 04      | 008    |
| 9.    | Italien            | 02     | 05      | 03      | 010    |
| 10.   | Kanada             | 02     | 0       | 0       | 002    |
| 11.   | Jugoslawien        | 01     | 04      | 02      | 007    |
| 12.   | BRD                | 01     | 04      | 01      | 006    |
| 13.   | Polen              | 01     | 02      | 04      | 007    |
| 14.   | Sowjetunion        | 0      | 01      | 0       | 001    |
| 14.   | Vereinigte Staaten | 0      | 01      | 0       | 001    |
| 16.   | Frankreich         | 0      | 0       | 01      | 001    |
|       |                    | 89     | 84      | 89      | 262    |